# خوان د اوردونیا
خوان د اوردونیا (اسپانیایی: Juan de Orduña‎؛ ۲۷ دسامبر ۱۹۰۰ – ۳ فوریه ۱۹۷۴) بازیگر، کارگردان فیلم و فیلم‌نامه‌نویس اهل اسپانیا بود. او پیرو اصول ایدئولوژیک و ترجیحات ژنرال فرانکو بود و در دوران حکومت خودکامه وی، یکی از کارگردانان برجسته رژیم به شمار می‌رفت. با این حال، فیلم او به نام لژیون را دنبال کن به‌عنوان داستانی سرپوشیده درباره عشق همجنس‌گرایانه دیده شده است و خودِ خوان د اوردونیا نیز همجنس‌گرا بود. او به‌ویژه برای فیلم‌های حماسی و تاریخی‌اش شناخته شده بود، از جمله فیلم باشکوه جنون برای عشق (۱۹۴۸)، که موفقیتی عظیم در زمینه تجاری به دست آورد.
از فیلم‌های او می‌توان به عملیات سفید، دردسرساز، ابله تمام‌عیار و آخرین ترانهٔ عاشقانه اشاره کرد.